# Lapachol

O Lapachol é um composto orgânico natural isolado de árvores aparentadas com o Ipê (Gênero Handroanthus, especialmente a Handroanthus impetiginosus)  Quimicamente, é um derivado da naftoquinona, estruturalmente relacionada com a vitamina K.
Já estudado como possível tratamento para certos tipos de câncer, o potencial do lapachol é agora considerado baixo devido aos seus efeitos colaterais tóxicos.